# Klein gegen Groß/Episodenliste
Diese Episodenliste enthält alle Ausgaben der deutschen Familien-Spielshow Klein gegen Groß.

## Samstagabendshows
| Ausgabe | Datum (Erstausstrahlung) | Fernsehsender | Gäste |
| ------- | ------------------------ | --- | --- |
| 1       | 11. Juni 2011            | | Fabian Hambüchen, Günther Jauch, Hellmuth Karasek, Marcel Reif, Matthias Steiner, Silvio Heinevetter, Simone Thomalla, Söhne Mannheims, Wigald Boning |
| 2       | 21. Januar 2012          | Christoph Schregel, Demond Greene, Henry Maske, Ingo Voigt, Maria Furtwängler, Michael Wieler, Stefan Wallat, Steffen Hamann, Thomas Gottschalk, Willi Weitzel | |
| 3       | 28. April 2012           | Axel Milberg, Christine Theiss, Judith Milberg, Judith Rakers, Nelson Müller, Oliver Kahn, Philipp Boy | |
| 4       | 5. Januar 2013           | Andrea Kaiser, Andreas Nowak, Christa Kinshofer, Christine Neubauer, Erdoğan Atalay, Jürgen Vogel, Lars Ricken, Marcel Nguyen, Siegfried Rauch, Tom Beck | |
| 5       | 16. Februar 2013         | Andrea Sawatzki, Christian Berkel, Fabian Hambüchen, Karsten Schwanke, Lang Lang, Peter Lohmeyer, Uli Hoeneß, Tanja Szewczenko | |
| 6       | 4. Mai 2013              | Anna Loos, Arthur Abraham, Barbara Schöneberger, Dirk Müller, Joachim Król, Johannes B. Kerner, Raphael Holzdeppe, Thomas Lurz | |
| 7       | 28. September 2013       | Anna Dogonadze, Dimitri Peters, Felix Neureuther, Magdalena Neuner, Moritz Bleibtreu, Tim Bendzko | |
| 8       | 28. Dezember 2013        | Axel Prahl, Björn Otto, Daniel Barthelmes, Dietmar Bär, Lilli Schwarzkopf, Nora Tschirner, Oliver Welke, Til Schweiger | |
| 9       | 15. März 2014            | Anja Kling, Bernhard Hoëcker, Elisabeth Seitz, Gary Barlow, Gerit Kling, Hannes Aigner, Jörg Pilawa | |
| 10      | 19. April 2014           | Annette Frier, Caroline Weber, Dennis Strehlau, Matthias Opdenhövel, Paul Breitner, Thomas Kraupe, Tim Mälzer, William Douglas Guimarães Junior | |
| 11      | 18. Oktober 2014         | Anni Friesinger-Postma, Armin Rohde, Atze Schröder, Jan Josef Liefers, Manuela Schwesig, Matthias Fahrig, Robert Maaser | |
| 12      | 22. November 2014        | Andreas Toba, Gloria von Thurn und Taxis, Hans Sigl, Jürgen Vogel, Lindsey Stirling, Sebastian Boenisch, Wotan Wilke Möhring | |
| 13      | 21. Februar 2015         | Christian Berkel, Fabian Hambüchen, Francis Fulton-Smith, Judith Rakers, Kevin Hart, Marc McFadyen, Michael Stich, Ralf Moeller | |
| 14      | 25. April 2015           | Christian Bindhammer, Dennis Schleussner, Heiner Lauterbach, Henry Maske, Khoa Huynh, Stefanie Hertel, Theo Waigel, Tomaž Hribar, Uwe Ochsenknecht | |
| 15      | 17. Oktober 2015         | Alex King, Franziska van Almsick, Gérard Depardieu, Howard Carpendale, Matthias Steiner, Max Schrom, Minh-Khai Phan-Thi | |
| 16      | 21. November 2015        | Arne Friedrich, Fahri Yardım, Helene Fischer, Iana Salenko, Marcel Nguyen, Martin Gruber, Rolando Villazón, Til Schweiger | |
| 17      | 2. Januar 2016           | Andreas Kieling, Carina Vogt, David Garrett, Jens Lehmann, Juliane Wurm, Matthias Lange, Stephanie Stumph, Wolfgang Bahro, Wolfgang Stumph | |
| 18      | 12. März 2016            | Axel Prahl, Carrie Fisher, Felix Sturm, Ina Müller, Pauline Schäfer-Betz, Rico Freimuth, Stefan Kretzschmar, Steffen Hallaschka | |
| 19      | 3. September 2016        | Christoph Maria Herbst, Dennis Schröder, Jermaine Jackson, Jürgen King, Marie Lang, Meret Becker, Monika Retschy, Sascha Grammel, Uschi Glas, Werner King | |
| 20      | 15. Oktober 2016         | Boris Becker, Kira Walkenhorst, Laura Ludwig, Lilly Becker, Mareile Höppner, Marcel Nguyen, Michael Mittermeier, Mika Häkkinen, Sebastian Steudtner, Sportfreunde Stiller | |
| 21      | 17. Dezember 2016        | Atze Schröder, Gernot Bruckmann, Gert Mittring, Horst Lichter, Jörg Roßkopf, Smudo, Vanessa Mai | |
| 22      | 18. Februar 2017         | Alex Mizurov, Andreas Kuhl, David Coulthard, Joachim Llambi, Matthias Schweighöfer, Motsi Mabuse, Sven Plöger, Tom Beck, Toni Kroos | |
| 23      | 18. März 2017            | | Britta Heidemann, Christoph Harting, David Lama, Freddy Nock, Guido Maria Kretschmer, Hansi Hinterseer, Ingrid Thurnher, Jan Hofer, Miroslav Nemec, Yvonne Catterfeld |
| 24      | 2. September 2017        | | Anna Hahner, David Firnenburg, Eckart von Hirschhausen, Elyas M’Barek, Jan Josef Liefers, Lisa Hahner, Lukas Steiner, Magdalena Brzeska, Otto Waalkes, Veronica Ferres |
| 25      | 4. November 2017         | | Andrea Berg, Anna Veith, Bernhard Hoëcker, Fabio Wibmer, Jürgen Vogel, Peter Weck, Raffael Armbruster, Rüdiger Gamm, Tokio Hotel |
| 26      | 16. Dezember 2017        | Lukas Dauser, Anatoli Karpow, Fabian Hambüchen, Günther Jauch, Hans Sigl, Henning Baum, Joey Kelly, Katarina Witt, Nico Rosberg, Thomas Morgenstern | |
| 27      | 17. Februar 2018         | Anna Stöhr, Dieter Nuhr, Heino Ferch, Karoline Herfurth, Michael Smolik, Miroslav Klose, Paul Panzer, Tim Mälzer | |
| 28      | 21. April 2018           | Alexander Bommes, Alexander Hold, Dietmar Bär, Erich Prem, Juliane Wurm, Nora Tschirner, Serge Gnabry, Stefan Hengst, Stefan Kretzschmar, Thomas Röhler | |
| 29      | 1. September 2018        | Aylin Tezel, Carmen Nebel, Christian Wolff, Elton, Jan Josef Liefers, Marco Hösel, Rainhard Fendrich, Ralf Moeller | |
| 30      | 3. November 2018         | Barbara Wussow, Björn Werner, Iris Berben, Mario Adorf, Pamela Forster, Paul Janke, The BossHoss, Uschi Glas | |
| 31      | 15. Dezember 2018        | Andreas Gabalier, Andreas Wöhle, Arthur Abele, Dolph Lundgren, Frank Plasberg, Marie Bäumer, Rolando Villazón, Smudo | |
| 32      | 5. Januar 2019           | Andreas Toba, Dieter Kürten, Frank Stäbler, Johann Lafer, Katrin Müller-Hohenstein, Lisa und Lena, Maria Furtwängler, Matthias Opdenhövel, Max Giesinger, Reinhold Beckmann, Santiano | |
| 33      | 6. Juli 2019             | Christian Rach, Christoph Maria Herbst, Dieter Bohlen, Emilia Schüle, Jens Riewa, Jörg Pilawa, Laura Dahlmeier, Marek Erhardt, Tarek Leitner | |
| 34      | 31. August 2019          | Andreas Kieling, Ben Zucker, Bianca Claßen, Frank Rosin, Jörg Wontorra, Jürgen Vogel, Kilian Fischhuber, Malaika Mihambo, Natalia Belitski, Tobias Moretti, Tom Bartels | |
| 35      | 19. Oktober 2019         | Andreas Goldberger, DJ Ötzi, Evelyn Glennie, Felix Neureuther, Giovane Élber, Heike Makatsch, Jürgen Vogel, Ludwig Trepte, Mario Barth, Timo Boll | |
| 36      | 14. Dezember 2019        | Anna Gasser, Axel Prahl, Christian Sievers, Christine Urspruch, Frank Elstner, Jan Josef Liefers, Jessica Schwarz, Jürgen Vogel, Lang Lang, Markus Lanz, Mateusz Przybylko, Niklas Kaul | |
| 37      | 4. Januar 2020           | Angelo Kelly, Felix von der Laden, Indra Kupferschmid, Joshua Kimmich, Jürgen Vogel, Samu Haber, Sebastian Ströbel, Torsten Sträter, Victoria Swarovski, The Kelly Family | |
| 38      | 29. Februar 2020         | Dagi Bee, Dagmar Koller, Hans Sigl, Ingo Zamperoni, Jan Frodeno, Johannes Wimmer, Jürgen Vogel, Klaas Heufer-Umlauf, Nora Tschirner, Simon Meirandres | |
| 39      | 11. April 2020           | Timo Werner, Heiko und Roman Lochmann, Heiner Lauterbach, Jürgen Vogel, Sabine Christiansen, Jekaterina Leonowa, Alexander Kumptner, Jutta Speidel, Regina Halmich, Henry Maske, Axel Venn | |
| 40      | 17. Oktober 2020         | Florian Silbereisen, Franziska van Almsick, Jürgen Vogel, Jürgen von der Lippe, Kaya Yanar, Marcel Hirscher, Mel C, Palina Rojinski, Paul Panzer, Sebastian Klussmann, Thomas Anders | |
| 41      | 21. November 2020        | | Michelle Hunziker, Ina Müller, Jürgen Vogel, Jens Riewa, Cornelia Boesch, Roland Adrowitzer, Ralf Schmitz, Sky du Mont, Fabian Hambüchen, Pauline Schäfer, Lili Paul-Roncalli, Ulrich Neymeyr, Wladimir Klitschko |
| 42      | 2. Januar 2021           | | Günther Jauch, Nena, Olli Dittrich, Ulrich Wickert, Leon Draisaitl, Judith Williams, Dagmar Wöhrl, Sabine Schöffmann, Jens Weißflog, Rebekka Wiedener, Jürgen Vogel |
| 43      | 20. Februar 2021         | Jörg Hartmann, Wigald Boning, Viktoria Rebensburg, Rolando Villazón, Martin Rütter, Sascha Huber, Sven Hannawald, Arabella Kiesbauer, Emilia Schüle, Katrin Dasch, Jürgen Vogel | |
| 44      | 20. März 2021            | | Samu Haber, Otto Waalkes, Heike Makatsch, Lena Gercke, DJ Ötzi, Jan Josef Liefers, Sebastian Jacoby, Denise Biellmann, Christoph Harting, Robert Harting, Martin Kelly, Marina Kielmann, H. P. Baxxter, Boris Konrad, Jürgen Vogel |
| 45      | 16. Oktober 2021         | Senta Berger, Peter Maffay, Joko Winterscheidt, Elyas M’Barek, Martina Hingis, Nico Santos, Christoph Maria Herbst, Fabian Hambüchen, Jürgen Vogel, Ricarda Funk, Stefanie Heinzmann | |
| 46      | 20. November 2021        | | Helene Fischer, Heino Ferch, Martina Hill, Maria Höfl-Riesch, Ramon Roselly, Gregor Schlierenzauer, Amar, Florian Wellbrock, Kurt Krömer, Jan Josef Liefers |
| 47      | 8. Januar 2022           | Maria Furtwängler, Christoph Kramer, Jochen Breyer, Mark Forster, Bernhard Hoëcker, Emilia Schüle, Stefan Kraft, Jan Josef Liefers, Sascha Huber, Alexander Zverev, Julia Dujmovits | |
| 48      | 19. Februar 2022         | | Gerhard Berger, Yvonne Catterfeld, Luca Hänni, Thomas Kinne, Carl Lewis, Jan Josef Liefers, Christina Luft, Christian Sievers, Nora Tschirner, Felix von der Laden, Sarah Voss |
| 49      | 12. März 2022            | Mel B, Christian Berkel, Ralph Caspers, David Garrett, Toni Garrn, Matthias Ginter, Jan Josef Liefers, Armin Maiwald, Adele Neuhauser, Aljona Savchenko, Emil Steinberger, Wincent Weiss, Thorsten Zirkel | |
| 50      | 15. Oktober 2022         | | René Casselly, Hans Sigl, Pauline Schäfer-Betz, Andrea Berg, Fabian Hambüchen, Annette Frier, Merle Frohms, Diane Kruger, Sascha Huber, Ulrich Walter, Franz Viehböck, Jan Josef Liefers |
| 51      | 12. November 2022        | | Miriam Neureuther, Felix Neureuther, Karoline Herfurth, Michelle Hunziker, Hazel Brugger, Alexander Bommes, Roland Kaiser, Sarah Connor, DJ BoBo, Benjamin Karl, Sky du Mont, Philipp Danne, Jan Josef Liefers |
| 52      | 7. Januar 2023           | | Bastian Schweinsteiger, Ana Ivanović, Angelique Kerber, Christoph Maria Herbst, Diana Amft, Heino Ferch, Ludwig Trepte, Tobias Moretti, Andreas Kieling, Merrylu Casselly, Nilam Farooq, Sky du Mont, Max Giesinger, Tom Beck, Emilia Schüle |
| 53      | 4. Februar 2023          | | Reinhold Messner, Nina Meinke, Ralf Schmitz, Ingolf Lück, Constantin Schreiber, Elyas M’Barek, Julia Beautx, Elevator Boys, Christine Urspruch, Lucas Fischer |
| 54      | 4. März 2023             | | Til Schweiger, Iris Berben, Heike Makatsch, Harald Krassnitzer, Eveline Wild, Esther Sedlaczek, Lena Gercke, Hanna Zimmermann, Andreas Toba, Jakob Schubert, Dang Qiu, Jan Josef Liefers |
| 55      | 4. November 2023         | | Peter Maffay und seine Frau Hendrikje Balsmeyer, Christina Stürmer, Sascha Grammel, Victoria Swarovski, Simone Thomalla, Beat Feuz, Sebastian Lege, Joachim Llambi, Ekaterina Leonova, Fabio Wibmer, Rick Kavanian, Max Mutzke, Michael Volle, Klaus Florian Vogt |
| 56      | 23. Dezember 2023        | | Duelltipper und -gegner: Mario Barth, Martina Hill, Nora Waldstätten, Wincent Weiss Duellgegner: Tobias Arlt und Tobias Wendl, die sieben „Jäger“ aus Gefragt – Gejagt (Manuel Hobiger, Sebastian Jacoby, Thomas Kinne, Sebastian Klussmann, Klaus Otto Nagorsnik, Adriane Rickel, Annegret Schenkel), Jan Josef Liefers (Rubrik „Klein gegen Jan Josef“), Thorsten Schröder, Alexander Wurm, Ben Zucker Duellhelfer: Dietmar Bär, Michael Kessler als Weihnachtsmann, Harald Krassnitzer, Johann Lafer |
| 57      | 6. Januar 2024           | Duelltipper und -gegner: Christoph Maria Herbst, Katja Riemann, Alica Schmidt, Rolando Villazón, Oliver Welke Duellgegner: Lukas Dauser, Marie-Louise Finck, Severin Freund, Ronan Keating (auch Musikauftritt), Jan Josef Liefers (Rubrik „Klein gegen Jan Josef“) Gäste im „Sportreporter-Stimmen-Erkennen“-Duell: Michael Antwerpes, Jochen Breyer, Rudi Cerne, Claus Lufen, Katrin Müller-Hohenstein, Laura Papendick, Esther Sedlaczek, Heiko Waßer, Jörg Wontorra | |
| 58      | 3. Februar 2024          | Duelltipper und -gegner: Guido Maria Kretschmer, Jan Delay (auch Musikauftritt), Heino Ferch, Veronica Ferres Duellgegner: Joe Fraser (britischer Turner), Wigald Boning, Adele Neuhauser, Jan Josef Liefers (Rubrik „Klein gegen Jan Josef“), Clemens Schick, Moritz Bleibtreu Duellhelfer: Gregor Meyle, Marie Reim | |
| 59      | 2. März 2024             | | Duelltipper und -gegner: Yvonne Catterfeld, Jens Knossalla, Torsten Sträter, Tom Wlaschiha Duellgegner: Didier Cuche, Lukas Dauser und Fabian Hambüchen, Daniel Hope (auch Musikauftritt), Jan Josef Liefers (Rubrik „Klein gegen Jan Josef“), DJ Ötzi (auch Musikauftritt) und Nik P., Laura Wontorra Duellhelfer: Markus Wasmeier |
| 60      | 2. November 2024         | | Duelltipper und -gegner: Helene Fischer (auch Musikauftritt), Niclas Füllkrug, Jorge González und Motsi Mabuse, Ingo Zamperoni Duellgegner: Johannes B. Kerner, Profitänzer aus Let’s Dance, Jan Josef Liefers und Anna Loos, Andri Ragettli (Duellvorstellung), Palina Rojinski, Hinnerk Schönemann, Sarah Voss Weitere Gäste: Aditotoro und Paulomuc |
| 61      | 23. November 2024        | | Duelltipper und -gegner: Rainhard Fendrich (auch Musikauftritt), David Garrett, Jürgen von der Lippe, Franka Potente Duellgegner: Henning Baum, Cacau, Martina Hill, Jan Josef Liefers (Rubrik „Klein gegen Jan Josef“), Yemisi Ogunleye, Sanne Wevers Duellhelfer: Wigald Boning, Klaus Eberhartinger, Dieter Hallervorden, Rüdiger Hoffmann, Meltem Kaptan, Fabian Köster, Die Mobilés, Torsten Sträter                                                                                               |
| 62      | 4. Januar 2025           | Duelltipper und -gegner: Jochen Breyer, Bianca Heinicke und ihr Partner Timothy Hill, Lothar Matthäus, Tobias Moretti Duellgegner: Ralf Schumacher und sein Lebensgefährte Étienne Bousquet-Cassagne, Lukas Dauser, Fabian Hambüchen, Jan Josef Liefers (Rubrik „Klein gegen Jan Josef“), Annegret Schenkel, Peter Wohlleben, Oliver Zeidler | |
| 63      | 1. Februar 2025          | Duelltipper und -gegner: Bruce Darnell, Emilia Schüle und Karoline Herfurth, Michael Ballack, Smudo Duellgegner: Wigald Boning, Darja Varfolomeev, Jan Josef Liefers (Rubrik „Klein gegen Jan Josef“), Sven Hannawald und Gregor Schlierenzauer, René Casselly, Simon Zachenhuber Duellhelfer: Ken Taylor | |
| 64      | 8. März 2025             | | Duelltipper und -gegner: Mike Krüger, Tommi Schmitt, Tom Wlaschiha und Regina Halmich Duellgegner: Maria Höfl-Riesch, Anna Veith und Carlo Janka, Elisabeth Seitz, Sarah Connor (auch Musikauftritt), Laura Philipp und Patrick Lange, Max Giesinger (auch Musikauftritt), Bernhard Hoëcker |

## Specials
| Ausgabe | Datum (Erstausstrahlung) | Fernsehsender | Titel der Sendung                                                        |
| ------- | ------------------------ | ------------- | ------------------------------------------------------------------------ |
| 1       | 26. Dezember 2017        |               | Das Beste vom Besten                                                     |
| 2       | 15. Oktober 2021         |               | 10 Jahre „Klein gegen Groß“ – Die unglaublichsten Geschichten der Kinder |

## Quoten
Die Ermittlung der Einschaltquoten in Deutschland erfolgt bei zufällig ausgewählten Zuschauern über dort installierte Technik.
| Ausgabe | Datum              | Zuschauer Gesamt | 14 bis 49 Jahre | Marktanteil Gesamt | 14 bis 49 Jahre |
| ------- | ------------------ | ---------------- | --------------- | ------------------ | --------------- |
| 1       | 11. Juni 2011      | 6,13 Mio.        | 1,24 Mio.       | 23,8 %             | 12,9 %          |
| 2       | 21. Januar 2012    | 6,18 Mio.        | 1,22 Mio.       | 19,9 %             | 10,2 %          |
| 3       | 28. April 2012     | 4,35 Mio.        | 0,94 Mio.       | 16,8 %             | 09,8 %          |
| 4       | 5. Januar 2013     | 5,65 Mio.        | 1,47 Mio.       | 17,7 %             | 12,4 %          |
| 5       | 16. Februar 2013   | 5,71 Mio.        | 1,43 Mio.       | 18,8 %             | 13,0 %          |
| 6       | 4. Mai 2013        | 4,99 Mio.        | 0,72 Mio.       | 17,8 %             | 09,9 %          |
| 7       | 28. September 2013 | 4,82 Mio.        | 1,00 Mio.       | 17,5 %             | 10,1 %          |
| 8       | 28. Dezember 2013  | 5,43 Mio.        | 1,21 Mio.       | 17,9 %             | 10,9 %          |
| 9       | 15. März 2014      | 5,23 Mio.        | 1,07 Mio.       | 18,1 %             | 10,0 %          |
| 10      | 19. April 2014     | 4,37 Mio.        | 0,87 Mio.       | 16,5 %             | 09,8 %          |
| 11      | 18. Oktober 2014   | 4,22 Mio.        | 0,95 Mio.       | 15,2 %             | 09,8 %          |
| 12      | 22. November 2014  | 5,42 Mio.        | 1,02 Mio.       | 19,2 %             | 10,0 %          |
| 13      | 21. Februar 2015   | 5,58 Mio.        | 1,14 Mio.       | 18,1 %             | 10,7 %          |
| 14      | 25. April 2015     | 4,56 Mio.        | 0,69 Mio.       | 15,9 %             | 06,9 %          |
| 15      | 17. Oktober 2015   | 5,13 Mio.        | 0,92 Mio.       | 17,7 %             | 09,3 %          |
| 16      | 21. November 2015  | 5,59 Mio.        | 1,04 Mio.       | 18,6 %             | 09,9 %          |
| 17      | 2. Januar 2016     | 6,39 Mio.        | 1,25 Mio.       | 19,2 %             | 10,7 %          |
| 18      | 12. März 2016      | 5,71 Mio.        | 1,32 Mio.       | 19,3 %             | 13,4 %          |
| 19      | 3. September 2016  | 4,75 Mio.        | 0,97 Mio.       | 20,0 %             | 13,1 %          |
| 20      | 15. Oktober 2016   | 5,01 Mio.        | 0,88 Mio.       | 17,7 %             | 09,3 %          |
| 21      | 17. Dezember 2016  | 4,86 Mio.        | 1,06 Mio.       | 16,8 %             | 11,2 %          |
| 22      | 18. Februar 2017   | 5,04 Mio.        | 1,15 Mio.       | 16,8 %             | 11,7 %          |
| 23      | 18. März 2017      | 5,63 Mio.        | 1,18 Mio.       | 19,2 %             | 12,0 %          |
| 24      | 2. September 2017  | 4,87 Mio.        | 0,91 Mio.       | 19,2 %             | 11,5 %          |
| 25      | 4. November 2017   | 5,14 Mio.        | 0,88 Mio.       | 18,2 %             | 10,0 %          |
| 26      | 16. Dezember 2017  | 5,68 Mio.        | 1,09 Mio.       | 20,5 %             | 13,5 %          |
| 27      | 17. Februar 2018   | 5,70 Mio.        | 1,24 Mio.       | 18,8 %             | 12,9 %          |
| 28      | 21. April 2018     | 4,80 Mio.        | 0,92 Mio.       | 19,4 %             | 12,8 %          |
| 29      | 1. September 2018  | 4,40 Mio.        | 0,73 Mio.       | 18,0 %             | 10,1 %          |
| 30      | 3. November 2018   | 4,91 Mio.        | 0,96 Mio.       | 18,1 %             | 11,4 %          |
| 31      | 15. Dezember 2018  | 5,26 Mio.        | 1,12 Mio.       | 18,8 %             | 12,9 %          |
| 32      | 5. Januar 2019     | 5,98 Mio.        | 1,24 Mio.       | 19,7 %             | 13,8 %          |
| 33      | 6. Juli 2019       | 5,34 Mio.        | 0,96 Mio.       | 24,6 %             | 16,5 %          |
| 34      | 31. August 2019    | 4,23 Mio.        | 0,71 Mio.       | 20,0 %             | 12,1 %          |
| 35      | 19. Oktober 2019   | 5,44 Mio.        | 1,00 Mio.       | 19,6 %             | 12,6 %          |
| 36      | 14. Dezember 2019  | 5,21 Mio.        | 0,95 Mio.       | 19,7 %             | 12,7 %          |
| 37      | 4. Januar 2020     | 6,25 Mio.        | 1,01 Mio.       | 20,5 %             | 11,6 %          |
| 38      | 29. Februar 2020   | 5,91 Mio.        | 1,19 Mio.       | 20,9 %             | 14,8 %          |
| 39      | 11. April 2020     | 5,70 Mio.        | 1,12 Mio.       | 18,7 %             | 13,3 %          |
| 40      | 17. Oktober 2020   | 5,91 Mio.        | 1,14 Mio.       | 21,8 %             | 15,7 %          |
| 41      | 21. November 2020  | 6,16 Mio.        | 1,25 Mio.       | 20,7 %             | 15,5 %          |
| 42      | 2. Januar 2021     | 6,88 Mio.        | 1,40 Mio.       | 21,5 %             | 15,7 %          |
| 43      | 20. Februar 2021   | 6,10 Mio.        | 1,27 Mio.       | 20,0 %             | 16,1 %          |
| 44      | 20. März 2021      | 6,37 Mio.        | 1,27 Mio.       | 21,4 %             | 16,7 %          |
| 45      | 16. Oktober 2021   | 5,49 Mio.        | 1,05 Mio.       | 21,0 %             | 15,6 %          |
| 46      | 20. November 2021  | 5,63 Mio.        | 0,92 Mio.       | 20,3 %             | 12,9 %          |
| 47      | 8. Januar 2022     | 5,43 Mio.        | 0,87 Mio.       | 19,3 %             | 13,0 %          |
| 48      | 19. Februar 2022   | 5,45 Mio.        | 1,14 Mio.       | 20,1 %             | 19,2 %          |
| 49      | 12. März 2022      | 5,42 Mio.        | 0,91 Mio.       | 20,5 %             | 14,1 %          |
| 50      | 15. Oktober 2022   | 4,85 Mio.        | 0,73 Mio.       | 19,9 %             | 13,9 %          |
| 51      | 12. November 2022  | 4,53 Mio.        | 0,76 Mio.       | 18,5 %             | 13,6 %          |
| 52      | 7. Januar 2023     | 5,24 Mio.        | 0,79 Mio.       | 20,7 %             | 14,6 %          |
| 53      | 4. Februar 2023    | 5,10 Mio.        | 0,91 Mio.       | 20,3 %             | 16,9 %          |
| 54      | 4. März 2023       | 5,37 Mio.        | 0,67 Mio.       | 21,6 %             | 12,3 %          |
| 55      | 4. November 2023   | 5,04 Mio.        | 0,66 Mio.       | 21,0 %             | 13,2 %          |
| 56      | 23. Dezember 2023  | 4,51 Mio.        | 0,73 Mio.       | 18,1 %             | 14,0 %          |
| 57      | 6. Januar 2024     | 5,19 Mio.        | 0,81 Mio.       | 20,9 %             | 15,7 %          |
| 58      | 3. Februar 2024    | 4,53 Mio.        | 0,78 Mio.       | 18,4 %             | 14,8 %          |
| 59      | 2. März 2024       | 4,95 Mio.        | 0,88 Mio.       | 21,5 %             | 19,1 %          |
| 60      | 2. November 2024   | 4,88 Mio.        | 0,77 Mio.       | 21,7 %             | 17,0 %          |
| 61      | 23. November 2024  | 4,53 Mio.        | 0,54 Mio.       | 20,4 %             | 12,3 %          |
| 62      | 4. Januar 2025     | 5,12 Mio.        | 0,87 Mio.       | 21,8 %             | 19,8 %          |
| 63      | 1. Februar 2025    | 4,96 Mio.        | 0,75 Mio.       | 21,5 %             | 16,3 %          |
| 64      | 8. März 2025       | 4,74 Mio.        | 0,73 Mio.       | 22,1 %             | 16,9 %          |